# Patinação de velocidade em pista curta nos Jogos Olímpicos de Inverno de 2014 - 1500 m feminino
O evento de 1500 m feminino da patinação de velocidade nos Jogos Olímpicos de Inverno de 2014 foram disputadas no Palácio de Patinação Iceberg em Sóchi, em 15 de fevereiro de 2014.

## Medalhistas
| Ouro   | CHN Zhou Yang       |
| Prata  | KOR Shim Suk-hee    |
| Bronze | ITA Arianna Fontana |

## Resultados

### Preliminares

#### Eliminatórias
Q — qualificada para as semifinais
ADV — avançou
PEN — pênalti
YC — cartão amarelo
| Pos. | Bateria | Atleta                  | Tempo    | Notas |
| ---- | ------- | ----------------------- | -------- | ----- |
| 1    | 1       | KOR Shim Suk-Hee        | 2:24.765 | Q     |
| 2    | 1       | CAN Marie-Ève Drolet    | 2:24.859 | Q     |
| 3    | 1       | GER Anna Seidel         | 2:25.700 | Q     |
| 4    | 1       | ITA Martina Valcepina   | 2:27.212 |       |
| 5    | 1       | FRA Véronique Pierron   | 2:55.658 | ADV   |
|      | 1       | RUS Valeriya Reznik     |          | PEN   |
| 1    | 2       | ITA Arianna Fontana     | 2:29.645 | Q     |
| 2    | 2       | RUS Olga Belyakova      | 2:29.880 | Q     |
| 3    | 2       | JPN Ayuko Ito           | 2:30.354 | Q     |
| 4    | 2       | KAZ Inna Simonova       | 2:30.499 |       |
| 5    | 2       | SVK Tatiana Bodova      | 2:31.788 |       |
|      | 2       | GBR Elise Christie      |          | DNF   |
| 1    | 3       | KOR Cho Ha-Ri           | 2:27.629 | Q     |
| 2    | 3       | CAN Valérie Maltais     | 2:27.721 | Q     |
| 3    | 3       | CHN Li Jianrou          | 2:27.758 | Q     |
| 4    | 3       | USA Alyson Dudek        | 2:27.899 |       |
| 5    | 3       | GBR Charlotte Gilmartin | 2:27.935 |       |
| 6    | 3       | JPN Biba Sakurai        | 2:28.127 |       |
| 1    | 4       | NED Jorien ter Mors     | 2:21.626 | Q     |
| 2    | 4       | HUN Bernadett Heidum    | 2:21.826 | Q     |
| 3    | 4       | LTU Agnė Sereikaitė     | 2:21.900 | Q     |
| 4    | 4       | ITA Lucia Peretti       | 2:22.953 |       |
| 5    | 4       | AUS Deanna Lockett      | 2:25.140 |       |
| 6    | 4       | BLR Volha Talayeva      | 2:27.817 |       |
| 1    | 5       | CHN Zhou Yang           | 2:26.543 | Q     |
| 2    | 5       | USA Jessica Smith       | 2:26.703 | Q     |
| 3    | 5       | NED Yara van Kerkhof    | 2:26.809 | Q     |
| 4    | 5       | CAN Marianne St-Gelais  | 2:27.071 |       |
| 5    | 5       | JPN Yui Sakai           | 2:27.198 |       |
| 6    | 5       | CZE Kateřina Novotná    | 2:27.232 |       |
| 1    | 6       | USA Emily Scott         | 2:22.641 | Q     |
| 2    | 6       | KOR Kim A-Lang          | 2:22.864 | Q     |
| 3    | 6       | AUT Veronika Windisch   | 2:23.042 | Q     |
| 4    | 6       | CHN Liu Qiuhong         | 2:24.640 |       |
| 5    | 6       | HUN Zsófia Kónya        | 2:55.523 |       |
|      | 6       | RUS Tatiana Borodulina  |          | DNF   |

#### Semifinais
QA — classificada para a final A
QB — classificada para a final B
ADV — avançou
PEN — pênalti
YC — cartão amarelo
| Pos. | Bateria | Atleta                | Tempo    | Notas |
| ---- | ------- | --------------------- | -------- | ----- |
| 1    | 1       | CHN Zhou Yang         | 2:18.825 | QA    |
| 2    | 1       | KOR Shim Suk-Hee      | 2:18.966 | QA    |
| 3    | 1       | CAN Marie-Ève Drolet  | 2:19.516 | QB    |
| 4    | 1       | USA Jessica Smith     | 2:20.259 | QB    |
| 5    | 1       | NED Yara van Kerkhof  | 2:20.291 |       |
| 6    | 1       | GER Anna Seidel       | 2:20.405 |       |
| 1    | 2       | ITA Arianna Fontana   | 2:19.336 | QA    |
| 2    | 2       | NED Jorien ter Mors   | 2:19.382 | QA    |
| 3    | 2       | HUN Bernadett Heidum  | 2:20.196 | QB    |
| 4    | 2       | FRA Véronique Pierron | 2:20.216 | QB    |
| 5    | 2       | RUS Olga Belyakova    | 2:20.391 |       |
| 6    | 2       | LTU Agnė Sereikaitė   | 2:20.398 |       |
| 7    | 2       | JPN Ayuko Ito         | 2:56.961 |       |
| 1    | 3       | CHN Li Jianrou        | 2:22.866 | QA    |
| 2    | 3       | KOR Kim A-Lang        | 2:22.928 | QA    |
| 3    | 3       | CAN Valérie Maltais   | 2:23.069 | QB    |
| 4    | 3       | AUT Veronika Windisch | 2:23.241 | QB    |
| 5    | 3       | USA Emily Scott       | 2:23.439 | ADV   |
|      | 3       | KOR Cho Ha-Ri         |          | PEN   |

### Final

#### Final B (Consolação)
| Pos. | Atleta                | Tempo    | Notas |
| ---- | --------------------- | -------- | ----- |
| 6    | CAN Valérie Maltais   | 2:24.711 |       |
| 7    | USA Jessica Smith     | 2:25.787 |       |
| 8    | CAN Marie-Ève Drolet  | 2:25.870 |       |
| 9    | HUN Bernadett Heidum  | 2:26.004 |       |
| 10   | FRA Véronique Pierron | 2:26.066 |       |
| 11   | AUT Veronika Windisch | 2:26.296 |       |

#### Final A
| Pos.              | Atleta              | Tempo    | Notas |
| ----------------- | ------------------- | -------- | ----- |
| Medalha de ouro   | CHN Zhou Yang       | 2:19.140 |       |
| Medalha de prata  | KOR Shim Suk-Hee    | 2:19.239 |       |
| Medalha de bronze | ITA Arianna Fontana | 2:19.416 |       |
| 4                 | NED Jorien ter Mors | 2:19.656 |       |
| 5                 | USA Emily Scott     | 2:39.436 |       |
|                   | CHN Li Jianrou      |          | DNF   |
|                   | KOR Kim A-Lang      |          | PEN   |

Legenda
| Recorde mundial      | Recorde mundial (World record)               |                       | Recorde africano                      | Recorde africano (African) |                                           | Q | Classificado por posição (Qualified) |
| Recorde olímpico     | Recorde olímpico (Olympic record)            | Recorde da América    | Recorde da América (Americas)         | q                          | Classificado por melhor tempo (Qualified) |   |                                      |
| Melhor marca do ano  | Melhor marca do ano (World leading)          | Recorde asiático      | Recorde asiático (Asian)              | DNS                        | Não largou (Did not start)                |   |                                      |
| Recorde nacional     | Recorde nacional (National record)           | Recorde europeu       | Recorde europeu (European)            | DNF                        | Não terminou (Did not finish)             |   |                                      |
| Recorde pessoal      | Recorde pessoal do atleta (Personal best)    | Recorde da Oceania    | Recorde da Oceania (Oceania)          | DSQ / DQ                   | Desclassificado (Disqualified)            |   |                                      |
| Recorde da temporada | Recorde da temporada do atleta (Season best) | Recorde sul-americano | Recorde sul-americano (South America) | NM                         | Sem marca (No mark)                       |   |                                      |